# World Games 1993/Medaillenspiegel
Diese Tabelle zeigt den Medaillenspiegel der World Games 1993.  Die Entscheidungen der Einladungssportarten flossen nicht in den offiziellen Medaillenspiegel ein.

## Rangfolge
Die Platzierungen sind nach der Anzahl der gewonnenen Goldmedaillen sortiert, gefolgt von der Anzahl der Silber- und Bronzemedaillen (lexikographische Ordnung). Weisen zwei oder mehr Länder eine identische Medaillenbilanz auf, werden sie alphabetisch geordnet auf dem gleichen Rang geführt. Dies entspricht dem System, das vom Internationalen Olympischen Komitee (IOC) verwendet wird.
| Medaillenspiegel (nach 160 Entscheidungen) | Medaillenspiegel (nach 160 Entscheidungen) | Medaillenspiegel (nach 160 Entscheidungen) | Medaillenspiegel (nach 160 Entscheidungen) | Medaillenspiegel (nach 160 Entscheidungen) | Medaillenspiegel (nach 160 Entscheidungen) |
| Platz                                      | Land                                       | Gold                                       | Silber                                     | Bronze                                     | Gesamt                                     |
| ------------------------------------------ | ------------------------------------------ | ------------------------------------------ | ------------------------------------------ | ------------------------------------------ | ------------------------------------------ |
| 01                                         | Deutschland                                | 19                                         | 20                                         | 15                                         | 54                                         |
| 02                                         | Italien                                    | 14                                         | 18                                         | 6                                          | 38                                         |
| 03                                         | Frankreich                                 | 12                                         | 10                                         | 15                                         | 37                                         |
| 04                                         | Vereinigtes Königreich                     | 12                                         | 5                                          | 9                                          | 26                                         |
| 05                                         | Vereinigte Staaten                         | 11                                         | 12                                         | 12                                         | 35                                         |
| 06                                         | Bulgarien                                  | 10                                         | 1                                          | 8                                          | 19                                         |
| 07                                         | Niederlande                                | 9                                          | 5                                          | 16                                         | 30                                         |
| 08                                         | Schweden                                   | 8                                          | 9                                          | 11                                         | 28                                         |
| 09                                         | Russland                                   | 7                                          | 8                                          | 9                                          | 24                                         |
| 10                                         | Volksrepublik China                        | 5                                          | 2                                          | 1                                          | 8                                          |
| 11                                         | Südkorea                                   | 4                                          | 2                                          | 1                                          | 7                                          |
| 12                                         | Belarus                                    | 4                                          | 1                                          | 4                                          | 9                                          |
| 13                                         | Japan                                      | 4                                          | —                                          | 1                                          | 5                                          |
| 14                                         | Belgien                                    | 3                                          | 5                                          | 4                                          | 12                                         |
| 15                                         | Norwegen                                   | 3                                          | 4                                          | 7                                          | 14                                         |
| 16                                         | Tschechien                                 | 3                                          | 3                                          | 3                                          | 9                                          |
| 17                                         | Spanien                                    | 3                                          | 2                                          | 6                                          | 11                                         |
| 18                                         | Dänemark                                   | 3                                          | 1                                          | 4                                          | 8                                          |
| 19                                         | Polen                                      | 3                                          | —                                          | —                                          | 3                                          |
| 20                                         | Finnland                                   | 2                                          | 6                                          | 7                                          | 15                                         |
| 21                                         | Australien                                 | 2                                          | 4                                          | 5                                          | 11                                         |
| 22                                         | Chinesisch Taipeh                          | 2                                          | 3                                          | 1                                          | 6                                          |
| 23                                         | Estland                                    | 2                                          | 3                                          | —                                          | 5                                          |
| 24                                         | Mexiko                                     | 2                                          | 2                                          | 1                                          | 5                                          |
| 25                                         | Schweiz                                    | 2                                          | 1                                          | 1                                          | 4                                          |
| 26                                         | Ukraine                                    | 1                                          | 5                                          | 1                                          | 7                                          |
| 27                                         | Irland                                     | 1                                          | 2                                          | —                                          | 3                                          |
| 28                                         | Kanada                                     | 1                                          | 1                                          | 8                                          | 10                                         |
| 29                                         | Ungarn                                     | 1                                          | 1                                          | 5                                          | 7                                          |
| 30                                         | Ägypten                                    | 1                                          | 1                                          | 2                                          | 4                                          |
| 31                                         | Neuseeland                                 | 1                                          | 1                                          | 1                                          | 3                                          |
| 31                                         | Kasachstan                                 | 1                                          | 1                                          | 1                                          | 3                                          |
| 33                                         | Singapur                                   | 1                                          | 1                                          | —                                          | 2                                          |
| 34                                         | Portugal                                   | 1                                          | —                                          | 2                                          | 3                                          |
| 35                                         | Brasilien                                  | 1                                          | —                                          | 1                                          | 2                                          |
| 36                                         | Mongolei                                   | 1                                          | —                                          | —                                          | 1                                          |
| 37                                         | Litauen                                    | —                                          | 3                                          | 3                                          | 6                                          |
| 38                                         | Türkei                                     | —                                          | 2                                          | —                                          | 2                                          |
| 39                                         | Argentinien                                | —                                          | 1                                          | 2                                          | 3                                          |
| 39                                         | Österreich                                 | —                                          | 1                                          | 2                                          | 3                                          |
| 41                                         | Südafrika                                  | —                                          | 1                                          | 1                                          | 2                                          |
| 42                                         | Lettland                                   | —                                          | 1                                          | —                                          | 1                                          |
| 42                                         | Malaysia                                   | —                                          | 1                                          | —                                          | 1                                          |
| 44                                         | Marokko                                    | —                                          | —                                          | 3                                          | 3                                          |
| 45                                         | Philippinen                                | —                                          | —                                          | 1                                          | 1                                          |
| 45                                         | Nigeria                                    | —                                          | —                                          | 1                                          | 1                                          |
| 45                                         | Jamaika                                    | —                                          | —                                          | 1                                          | 1                                          |
| 45                                         | Jordanien                                  | —                                          | —                                          | 1                                          | 1                                          |
| 45                                         | Kuwait                                     | —                                          | —                                          | 1                                          | 1                                          |
| Total                                      | Total                                      | 160                                        | 160                                        | 184                                        | 504                                        |